# 乔瓦尼·内斯蒂
乔瓦尼·内斯蒂（義大利語：Giovanni Nesti，1922年9月23日—2011年3月20日），生于里窝那，意大利男子篮球运动员。他曾代表意大利参加1948年夏季奥林匹克运动会篮球比赛，获得第十七名。